# Izel-lès-Hameau

Izel-lès-Hameau este o comună în departamentul Pas-de-Calais, Franța. În 1 ianuarie 2022 avea o populație de 740 de locuitori.